# Альба (Берлін)
«Альба» (нім. Alba) — німецький баскетбольний клуб з Берліна, створений 1991 року. На внутрішній арені клуб виступає в Бундеслізі, на міжнародному — в Євролізі.

## Історія
«Альба» Берлін веде свою історію від баскетбольного клубу «Шарлоттенбург» в Західному Берліні, який був заснований у 1989 році. У 1991 році компанія з переробки сміття ALBA Europe погодилася на спонсорство баскетболу, «Шарлоттенбург» змінив назву на «Альба».
Незабаром після цього під керівництвом головного тренера Фарука Куленовича берлінська «Альба» стала віце-чемпіоном чемпіонату Німеччини. У 1993 році тренером став серб Светіслав Пешич, і клуб досяг таких успіхів, яких не вдавалося жодній іншій німецькій баскетбольній команді. Перемога в Кубку Корача в 1995 році стала першим міжнародним здобуттям німецької клубної команди з баскетболу. У 1996 році команда вперше виграє чемпіонат Німеччини. Загалом серб за свою семирічну кар'єру головного тренера клубу виграв чотири чемпіонати та один Кубок Німеччини.
З 2000 по 2005 роки столичну команду очолював боснієць Емір Мутапчич. За цей період «Альба» тричі стала чемпіоном Німеччини але на європейському рівні так і лишалась середняком. 
З 2007 по 2011 серб Лука Павічевич очолював клуб за цей час «Альба» лише один раз у 2009 році виграла Бундеслігу.
У 2008 році команад перебазувалась на нову арену «Мерседес-Бенц Арена», яка вміщує 14,500 глядачів.
У 2009 та 2015 роках менеджер клубу Марко Балді отримав нагороду «Кращий керівник року» Євроліги.
8 жовтня 2014 року «Альба» перемогла чинного чемпіона НБА «Сан-Антоніо Сперс» з рахунком 94–93 за допомогою Джамеля Макліна.
У сезоні 2014–15 берлінська команда повернулася до Євроліги та дійшла до Топ-16. Наступний сезон став найгіршим в історії клубу лише сьоме підсумкове місце в чемпіонаті. У сезоні 2016–17 «Альба» піднялась на сходинку вище.
Сезон 2017–18 команда завершила другою поступившись у фіналі плей-оф «Баварії».
Наступний сезон став найбільш вдалим за останні десять років столичні не тільки вдруге потрапили до фіналу плей-оф, де знову поступились «Баварії» але впереш в історії вийшли до фіналу Кубка Європи з баскетболу, де поступились у серії 1–2 іспанській  Валенсії.
У сезонах 2019–20 та 2021–22 «Альба» до свого активу додала ще два чемпіонських титула.

## Досягнення

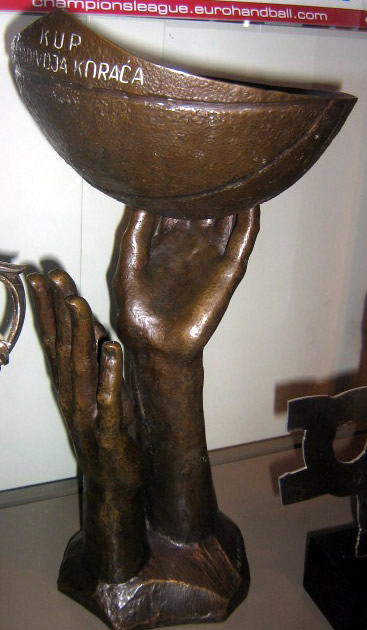
Кубок Корача

### Національні змагання
Чемпіонат Німеччини
Чемпіон (11): 1996–97, 1997–98, 1998–99, 1999–00, 2000–01, 2001–02, 2002–03, 2007–08, 2019–20, 2020–21, 2021–22
Кубок Німеччини
Володар (11): 1996–97, 1998–99, 2001–02, 2002–03, 2005–06, 2008–09, 2012–13, 2013–14, 2015–16, 2019–20, 2021–22
Суперкубок Німеччини
Володар (3): 2008, 2013, 2014

### Європейські змагання
Кубок Корача
Володар (1): 1994–95

## Матчі з клубами НБА
| 6 жовтня 2012 |  | Альба (Берлін) | 84–89 | Даллас Маверікс |  | O2, Берлін |

| 8 жовтня 2014 |  | Альба (Берлін) | 94–93 | Сан-Антоніо Сперс |  | O2, Берлін |